# Italijansko nogometno prvenstvo 1919-20
Italijansko nogometno prvenstvo 1919-20.
Zmagovalna ekipa je bila F.C. Internazionale Milano.

## Predligaške kvalifikacije

### Piedmont
5. oktober 1919, Alessandria.
| Ekipa #1          | Rez. | Ekipa #2      |
| ----------------- | ---- | ------------- |
| U.S. Alessandrina | 1-0  | U.S. Novarese |

### Lombardija
5. oktober 1919.
| Ekipa #1         | Rez. | Ekipa #2                |
| ---------------- | ---- | ----------------------- |
| Enotria Goliardo | 2-0  | Pro Patria et Libertate |
| Trevigliese      | 3-2  | Monza                   |
| Atalanta         | 2-0  | F.C. Bergamasca         |

### Ligurija
Vse tekme odigrane 5. oktobra 1919 v Genovi.

#### Krog 1
| Ekipa #1            | Rez. | Ekipa #2        |
| ------------------- | ---- | --------------- |
| Sampierdarenese     | 1-0  | S.P.E.S. Genova |
| Grifone G.C. Genova | 5-1  | F.S. Sestrese   |

#### Krog 2
| Ekipa #1        | Rez. | Ekipa #2      |
| --------------- | ---- | ------------- |
| S.P.E.S. Genova | 3-0  | F.S. Sestrese |

Rezultat je bil določen s strani Federacije, saj se je Sestrese predal.

### Emilia Romagna
Vse tekme odigrane 5. oktobra 1919 v Bologni.

#### Krog 1
| Ekipa #1       | Rez. | Ekipa #2 |
| -------------- | ---- | -------- |
| G.S. Bolognese | 1-0  | Audace   |

#### Krog 2
| Ekipa #1       | Rez. | Ekipa #2 |
| -------------- | ---- | -------- |
| G.S. Bolognese | 1-0  | S.P.A.L. |

### Kampanija

#### Krog 1
| Ekipa #1    | Rez. | Ekipa #2   |
| ----------- | ---- | ---------- |
| Pro Caserta | 6-0  | Brasiliano |
| Savoia      | 3-2  | Stabia     |

#### Krog 2
| Ekipa #1    | Rez. | Ekipa #2 |
| ----------- | ---- | -------- |
| Pro Caserta | 4-0  | Savoia   |

### Rezultati
Atalanta, Enotria Goliardo, Grifone G.C., G.S. Bolognese, Pro Caserta, Spes Genova, Trevigliese and U.S. Alessandrina so napredovale v 1a Categoria.

## Severna Italija

### Kvalifikacije

#### Piedmont - Skupina A

##### Razvrstitev
|    | Ekipa             | Točke | GP | W | D | L | GF | GA | +/- | Opombe                 |
| -- | ----------------- | ----- | -- | - | - | - | -- | -- | --- | ---------------------- |
| 1. | Pro Vercelli      | 16    | 10 | 7 | 2 | 1 | 29 | 7  | +22 | Se uvrstila naprej     |
| 1. | Juventus          | 16    | 10 | 6 | 4 | 0 | 25 | 5  | +20 | Se uvrstila naprej     |
| 3. | Torino            | 15    | 10 | 6 | 3 | 1 | 27 | 10 | +17 | Se uvrstila naprej     |
| 4. | Biellese          | 5     | 10 | 2 | 1 | 7 | 12 | 34 | -22 |                        |
| 5. | Amatori Torino    | 4     | 10 | 1 | 2 | 7 | 7  | 24 | -17 | Končnica               |
| 5. | U.S. Alessandrina | 4     | 10 | 1 | 2 | 7 | 12 | 32 | -20 | Relegacija po končnici |

##### Tabela rezultatov
Domače ekipe so navedene v levem stolpcu, medtem ko so gostujoče v zgornji vrstici.
|                 | Amatori TO | Biellese | Juventus | Pro Vercelli | Torino | US Alessandrina |
| --------------- | ---------- | -------- | -------- | ------------ | ------ | --------------- |
| Amatori TO      |            | 4-2      | 1-5      | 0-4          | 2-2    | 2-3             |
| Biellese        | 1-0        |          | 0-3      | 1-6          | 2-9    | 4-2             |
| Juventus        | 3-1        | 4-0      |          | 1-1          | 1-1    | 3-0             |
| Pro Vercelli    | 8-1        | 3-0      | 0-0      |              | 1-0    | 2-0             |
| Torino          | 3-0        | 3-2      | 1-1      | 4-0          |        | 3-1             |
| US Alessandrina | 1-1        | 0-0      | 0-4      | 0-4          | 0-1    |                 |

##### Relegacijska končnica
2. februar 1920, Novara.
| Ekipa #1       | Rez. | Ekipa #2          |
| -------------- | ---- | ----------------- |
| Amatori Torino | 2-1  | U.S. Alessandrina |

#### Piedmont - Skupina B

##### Razvrstitev
|    | Ekipa          | Točke | GP | W | D | L | GF | GA | +/- | Opombe             |
| -- | -------------- | ----- | -- | - | - | - | -- | -- | --- | ------------------ |
| 1. | Alessandria    | 19    | 10 | 9 | 1 | 0 | 29 | 7  | +22 | Se uvrstila naprej |
| 2. | Casale         | 12    | 10 | 5 | 2 | 3 | 20 | 13 | +7  | Se uvrstila naprej |
| 3. | Novara         | 11    | 10 | 5 | 1 | 4 | 25 | 14 | +11 | Se uvrstila naprej |
| 4. | U.S. Torinese  | 8     | 10 | 3 | 2 | 5 | 14 | 26 | -12 |                    |
| 5. | Pastore Torino | 7     | 10 | 3 | 1 | 6 | 21 | 28 | -7  |                    |
| 6. | Valenzana      | 3     | 10 | 0 | 3 | 7 | 5  | 26 | -21 | Relegacija         |

##### Tabela rezultatov
Domače ekipe so navedene v levem stolpcu, medtem ko so gostujoče v zgornji vrstici.
|             | Alessandria | Casale | Novara | Pastore | US Torinese | Valenzana |
| ----------- | ----------- | ------ | ------ | ------- | ----------- | --------- |
| Alessandria |             | 4-2    | 3-0    | 4-1     | 1-0         | 6-0       |
| Casale      | 1-1         |        | 3-0    | 3-2     | 1-1         | 3-1       |
| Novara      | 0-1         | 1-0    |        | 8-1     | 6-1         | 5-1       |
| Pastore     | 1-2         | 1-2    | 1-4    |         | 3-1         | 2-0       |
| US Torinese | 2-5         | 2-1    | 2-0    | 3-8     |             | 2-1       |
| Valenzana   | 0-2         | 0-4    | 1-1    | 1-1     | 0-0         |           |

#### Ligurija

##### Razvrstitev
|    | Ekipa               | Točke | GP | W | D | L | GF | GA | +/- | Opombe             |
| -- | ------------------- | ----- | -- | - | - | - | -- | -- | --- | ------------------ |
| 1. | Genoa               | 19    | 10 | 9 | 1 | 0 | 49 | 3  | +46 | Se uvrstila naprej |
| 2. | Andrea Doria        | 15    | 10 | 6 | 3 | 1 | 29 | 9  | +20 | Se uvrstila naprej |
| 3. | Grifone G.C. Genova | 8     | 10 | 3 | 2 | 5 | 11 | 35 | -25 |                    |
| 4. | Sampierdarenese     | 7     | 10 | 2 | 3 | 5 | 12 | 28 | -16 |                    |
| 5. | Savona              | 6     | 10 | 2 | 2 | 6 | 8  | 21 | -13 |                    |
| 6. | S.P.E.S. Genova     | 5     | 10 | 2 | 1 | 7 | 5  | 18 | -13 | Relegacija         |

##### Tabela rezultatov
Domače ekipe so navedene v levem stolpcu, medtem ko so gostujoče v zgornji vrstici.
|                 | Andrea Doria | Genoa | Grifone GC | Sampierdarenese | Savona | Spes GE |
| --------------- | ------------ | ----- | ---------- | --------------- | ------ | ------- |
| Andrea Doria    |              | 1-1   | 6-0        | 4-1             | 3-1    | 4-0     |
| Genoa           | 5-1          |       | 6-0        | 8-0             | 5-0    | 3-0     |
| Grifone GC      | 0-7          | 0-8   |            | 3-1             | 1-1    | 1-0     |
| Sampierdarenese | 1-1          | 0-4   | 4-4        |                 | 1-2    | 1-0     |
| Savona          | 0-0          | 0-4   | 0-2        | 2-3             |        | 0-1     |
| Spes GE         | 0-2          | 1-5   | 2-0        | 0-0             | 1-2    |         |

#### Lombardija - Skupina A

##### Razvrstitev
|    | Ekipa           | Točke | GP | W | D | L | GF | GA | +/- | Opombe                            |
| -- | --------------- | ----- | -- | - | - | - | -- | -- | --- | --------------------------------- |
| 1. | Internazionale  | 18    | 10 | 8 | 2 | 0 | 42 | 12 | +30 | Se uvrstila naprej                |
| 2. | Brescia         | 14    | 10 | 6 | 2 | 2 | 21 | 16 | +5  | Se uvrstila naprej                |
| 3. | Juventus Italia | 9     | 10 | 4 | 1 | 5 | 16 | 15 | +1  | Se uvrstila naprej after Končnica |
| 3. | Trevigliese     | 9     | 10 | 2 | 5 | 3 | 21 | 25 | -4  | Kvalifikacijska končnica          |
| 5. | Libertas Milano | 5     | 10 | 2 | 1 | 7 | 11 | 31 | -20 | Relegacijska končnica             |
| 6. | Cremonese       | 5     | 10 | 2 | 1 | 7 | 14 | 26 | -12 | Relegacija po končnici            |

##### Tabela rezultatov
Domače ekipe so navedene v levem stolpcu, medtem ko so gostujoče v zgornji vrstici.
|                | Brescia | Cremonese | Internazionale | Juv. Italia | Libertas MI | Trevigliese |
| -------------- | ------- | --------- | -------------- | ----------- | ----------- | ----------- |
| Brescia        |         | 1-0       | 1-1            | 4-0         | 4-0         | 3-3         |
| Cremonese      | 2-4     |           | 0-2            | 0-3         | 5-3         | 3-1         |
| Internazionale | 6-0     | 5-2       |                | 4-2         | 6-0         | 8-2         |
| Juv. Italia    | 2-0     | 2-0       | 2-4            |             | 0-1         | 0-1         |
| Libertas MI    | 0-1     | 4-1       | 0-3            | 0-4         |             | 3-3         |
| Trevigliese    | 2-3     | 1-1       | 3-3            | 1-1         | 4-0         |             |

##### Kvalifikacijska končnica
4. januar 1920, Brescia.
| Ekipa #1        | Rez. | Ekipa #2    |
| --------------- | ---- | ----------- |
| Juventus Italia | 2-0  | Trevigliese |

##### Relegacijska končnica
15. februar 1920, Brescia.
| Ekipa #1        | Rez. | Ekipa #2  |
| --------------- | ---- | --------- |
| Libertas Milano | 2-0  | Cremonese |

#### Lombardija - Skupina B

##### Razvrstitev
|    | Ekipa             | Točke | GP | W  | D | L | GF | GA | +/- | Opombe             |
| -- | ----------------- | ----- | -- | -- | - | - | -- | -- | --- | ------------------ |
| 1. | Milano            | 20    | 10 | 10 | 0 | 0 | 43 | 8  | +35 | Se uvrstila naprej |
| 2. | Enotria Goliardo  | 14    | 10 | 7  | 0 | 3 | 24 | 15 | +9  | Se uvrstila naprej |
| 3. | Atalanta          | 11    | 10 | 4  | 1 | 5 | 11 | 16 | -5  | Se uvrstila naprej |
| 4. | Chiasso           | 8     | 10 | 3  | 2 | 5 | 15 | 18 | -3  |                    |
| 5. | Pavia             | 5     | 10 | 3  | 1 | 6 | 11 | 19 | -8  |                    |
| 6. | Ausonia Pro Gorla | 2     | 10 | 0  | 2 | 8 | 8  | 36 | -28 | Relegacija         |

##### Tabela rezultatov
Domače ekipe so navedene v levem stolpcu, medtem ko so gostujoče v zgornji vrstici.
|              | Atalanta | Ausonia P.G. | Chiasso | Enotria | Milano | Pavia |
| ------------ | -------- | ------------ | ------- | ------- | ------ | ----- |
| Atalanta     |          | 2-0          | 1-0     | 0-2     | 0-4    | 1-0   |
| Ausonia P.G. | 1-2      |              | 0-4     | 4-7     | 0-10   | 0-2   |
| Chiasso      | 3-3      | 1-1          |         | 2-0     | 1-2    | 1-3   |
| Enotria      | 1-0      | 4-0          | 4-0     |         | 1-4    | 3-2   |
| Milano       | 5-1      | 3-1          | 3-1     | 3-1     |        | 3-1   |
| Pavia        | 0-1      | 1-1          | 1-2     | 0-1     | 1-6    |       |

#### Lombardija - Skupina C

##### Razvrstitev
|    | Ekipa               | Točke | GP | W | D | L | GF | GA | +/- | Opombe                 |
| -- | ------------------- | ----- | -- | - | - | - | -- | -- | --- | ---------------------- |
| 1. | U.S. Milanese       | 18    | 10 | 8 | 2 | 0 | 35 | 8  | +27 | Se uvrstila naprej     |
| 2. | Legnano             | 15    | 10 | 7 | 1 | 2 | 26 | 7  | +19 | Se uvrstila naprej     |
| 3. | Saronno             | 12    | 10 | 6 | 0 | 4 | 25 | 18 | +7  | Se uvrstila naprej     |
| 4. | Nazionale Lombardia | 7     | 10 | 3 | 1 | 6 | 19 | 33 | -14 |                        |
| 5. | Varese              | 4     | 10 | 1 | 2 | 7 | 15 | 30 | -15 | Končnica               |
| 5. | Como                | 4     | 10 | 2 | 0 | 8 | 13 | 37 | -24 | Relegacija po končnici |

##### Tabela rezultatov
Domače ekipe so navedene v levem stolpcu, medtem ko so gostujoče v zgornji vrstici.
|                | Como | Legnano | Naz. Lombardia | Saronno | US Milanese | Varese |
| -------------- | ---- | ------- | -------------- | ------- | ----------- | ------ |
| Como           |      | 0-4     | 2-1            | 1-4     | 1-8         | 5-3    |
| Legnano        | 4-0  |         | 4-1            | 2-0     | 0-1         | 3-0    |
| Naz. Lombardia | 4-2  | 1-4     |                | 4-2     | 2-6         | 5-4    |
| Saronno        | 4-2  | 3-1     | 4-0            |         | 0-3         | 5-1    |
| US Milanese    | 3-0  | 1-1     | 4-0            | 3-1     |             | 2-2    |
| Varese         | 2-0  | 0-3     | 1-1            | 1-2     | 1-4         |        |

##### Relegacijska končnica
8. februar 1920, Saronno.
| Ekipa #1 | Rez.      | Ekipa #2 |
| -------- | --------- | -------- |
| Varese   | 2-1(pod.) | Como     |

#### Veneto

##### Razvrstitev
|    | Ekipa           | Točke | GP | W | D | L | GF | GA | +/- | Opombe                 |
| -- | --------------- | ----- | -- | - | - | - | -- | -- | --- | ---------------------- |
| 1. | Padova          | 17    | 10 | 8 | 1 | 1 | 25 | 6  | +19 | Se uvrstila naprej     |
| 2. | Venezia         | 13    | 10 | 5 | 3 | 2 | 13 | 9  | +4  | Se uvrstila naprej     |
| 3. | Petrarca Padova | 11    | 10 | 5 | 1 | 4 | 24 | 20 | +4  |                        |
| 4. | Vicenza         | 7     | 10 | 3 | 1 | 6 | 14 | 19 | -5  |                        |
| 5. | Hellas Verona   | 6     | 10 | 2 | 2 | 6 | 15 | 26 | -11 | Končnica               |
| 5. | Udinese         | 6     | 10 | 2 | 2 | 6 | 7  | 18 | -11 | Relegacija po končnici |

##### Tabela rezultatov
Domače ekipe so navedene v levem stolpcu, medtem ko so gostujoče v zgornji vrstici.
|           | Hellas VR | Padova | Petrarca | Udinese | Venezia | Vicenza |
| --------- | --------- | ------ | -------- | ------- | ------- | ------- |
| Hellas VR |           | 1-2    | 3-3      | 5-0     | 0-0     | 2-1     |
| Padova    | 7-0       |        | 2-0(*)   | 3-1     | 0-1     | 4-0     |
| Petrarca  | 4-3       | 1-2    |          | 2-0     | 4-2     | 3-5     |
| Udinese   | 3-1       | 1-1    | 1-2      |         | 0-0     | 0-2     |
| Venezia   | 3-0       | 1-3    | 1-0      | 2-0     |         | 1-1     |
| Vicenza   | 3-0       | 0-1    | 1-5      | 0-1     | 1-2     |         |

- (*) Predaja

##### Relegacijska končnica
14. marec 1920, Benetke.
| Ekipa #1      | Rez. | Ekipa #2 |
| ------------- | ---- | -------- |
| Hellas Verona | 1-0  | Udinese  |

#### Emilia-Romagna

##### Razvrstitev
|    | Ekipa            | Točke | GP | W | D | L | GF | GA | +/- | Opombe             |
| -- | ---------------- | ----- | -- | - | - | - | -- | -- | --- | ------------------ |
| 1. | Bologna          | 18    | 10 | 8 | 2 | 0 | 39 | 5  | +34 | Se uvrstila naprej |
| 2. | Modena           | 15    | 10 | 6 | 3 | 1 | 30 | 6  | +24 | Se uvrstila naprej |
| 3. | Mantova          | 10    | 10 | 3 | 4 | 3 | 11 | 11 | 0   |                    |
| 4. | Carpi            | 7     | 10 | 3 | 1 | 6 | 9  | 22 | -13 |                    |
| 5. | Nazionale Emilia | 6     | 10 | 2 | 2 | 6 | 7  | 28 | -21 |                    |
| 6. | G.S. Bolognese   | 4     | 10 | 2 | 0 | 8 | 9  | 33 | -24 | Relegacija         |

##### Tabela rezultatov
Domače ekipe so navedene v levem stolpcu, medtem ko so gostujoče v zgornji vrstici.
|              | Bologna | Carpi | GS Bolognese | Mantova | Modena | Naz. Emilia |
| ------------ | ------- | ----- | ------------ | ------- | ------ | ----------- |
| Bologna      |         | 2-0   | 8-0          | 0-0     | 4-0    | 9-0         |
| Carpi        | 2-6     |       | 2-1          | 0-0     | 0-3    | 0-1         |
| GS Bolognese | 2-4     | 0-2   |              | 3-0     | 1-9    | 2-0         |
| Mantova      | 1-3     | 2-1   | 2-0          |         | 0-0    | 5-1         |
| Modena       | 0-0     | 6-0   | 4-0          | 2-0     |        | 5-0         |
| Naz. Emilia  | 0-3     | 1-2   | 2-0          | 1-1     | 1-1    |             |

### Polfinale

#### Skupina A

##### Razvrstitev
|    | Ekipa        | Točke | GP | W | D | L | GF | GA | +/- | Opombe             |
| -- | ------------ | ----- | -- | - | - | - | -- | -- | --- | ------------------ |
| 1. | Genoa        | 19    | 10 | 9 | 1 | 0 | 24 | 4  | +20 | Se uvrstila naprej |
| 2. | Pro Vercelli | 14    | 10 | 6 | 2 | 2 | 20 | 11 | +9  |                    |
| 3. | Alessandria  | 11    | 10 | 5 | 1 | 4 | 12 | 11 | +1  |                    |
| 4. | Milano       | 9     | 10 | 4 | 1 | 5 | 13 | 16 | -3  |                    |
| 5. | Legnano      | 5     | 10 | 1 | 3 | 6 | 7  | 18 | -11 |                    |
| 6. | Venezia      | 2     | 10 | 0 | 2 | 8 | 5  | 21 | -16 |                    |

##### Tabela rezultatov
Domače ekipe so navedene v levem stolpcu, medtem ko so gostujoče v zgornji vrstici.
|              | Alessandria | Genoa | Legnano | Milano | Pro Vercelli | Venezia |
| ------------ | ----------- | ----- | ------- | ------ | ------------ | ------- |
| Alessandria  |             | 0-2   | 2-0     | 2-0    | 1-1          | 3-1     |
| Genoa        | 2-1         |       | 5-0     | 2-1    | 2-1          | 5-0     |
| Legnano      | 1-2         | 0-1   |         | 1-1    | 2-1          | 1-1     |
| Milano       | 3-0         | 0-2   | 3-1     |        | 1-2          | 2-1     |
| Pro Vercelli | 1-0         | 1-1   | 2-1     | 5-1    |              | 4-1     |
| Venezia      | 0-1         | 0-2   | 0-0     | 0-1    | 1-2          |         |

#### Skupina B

##### Razvrstitev
|    | Ekipa         | Točke | GP | W | D | L | GF | GA | +/- | Opombe             |
| -- | ------------- | ----- | -- | - | - | - | -- | -- | --- | ------------------ |
| 1. | Juventus      | 17    | 10 | 8 | 1 | 1 | 21 | 4  | +17 | Se uvrstila naprej |
| 2. | U.S. Milanese | 15    | 10 | 7 | 1 | 2 | 14 | 10 | +4  |                    |
| 3. | Modena        | 9     | 10 | 4 | 1 | 5 | 17 | 13 | +4  |                    |
| 4. | Casale        | 8     | 10 | 2 | 4 | 4 | 7  | 8  | -1  |                    |
| 5. | Brescia       | 6     | 10 | 2 | 2 | 6 | 4  | 14 | -10 |                    |
| 6. | Padova        | 5     | 10 | 2 | 1 | 7 | 10 | 24 | -14 |                    |

##### Tabela rezultatov
Domače ekipe so navedene v levem stolpcu, medtem ko so gostujoče v zgornji vrstici.
|             | Brescia | Casale | Juventus | Modena | Padova | US Milanese |
| ----------- | ------- | ------ | -------- | ------ | ------ | ----------- |
| Brescia     |         | 0-0    | 0-0      | 2-1    | 1-2    | 0-1         |
| Casale      | 3-0     |        | 0-1      | 0-2(*) | 1-0    | 1-1         |
| Juventus    | 2-0(*)  | 1-0    |          | 3-0    | 6-1    | 3-0         |
| Modena      | 4-0     | 1-1    | 0-1      |        | 4-1    | 0-1         |
| Padova      | 1-0     | 0-0    | 1-3      | 2-4    |        | 1-3         |
| US Milanese | 0-1     | 2-1    | 2-1      | 2-1    | 2-1    |             |

- (*) Predaja

#### Skupina C

##### Razvrstitev
|    | Ekipa            | Točke | GP | W | D | L | GF | GA | +/- | Opombe             |
| -- | ---------------- | ----- | -- | - | - | - | -- | -- | --- | ------------------ |
| 1. | Internazionale   | 16    | 10 | 7 | 2 | 1 | 37 | 13 | +24 | Se uvrstila naprej |
| 2. | Novara           | 13    | 10 | 6 | 1 | 3 | 22 | 15 | +7  |                    |
| 2. | Bologna          | 13    | 10 | 6 | 1 | 3 | 20 | 14 | +6  |                    |
| 4. | Torino           | 9     | 10 | 4 | 1 | 5 | 17 | 21 | -4  |                    |
| 5. | Andrea Doria     | 5     | 10 | 2 | 1 | 7 | 14 | 21 | -7  |                    |
| 6. | Enotria Goliardo | 4     | 10 | 2 | 0 | 8 | 11 | 37 | -24 |                    |

##### Tabela rezultatov
Domače ekipe so navedene v levem stolpcu, medtem ko so gostujoče v zgornji vrstici.
|                | Andrea Doria | Bologna | Enotria | Internazionale | Novara | Torino |
| -------------- | ------------ | ------- | ------- | -------------- | ------ | ------ |
| Andrea Doria   |              | 1-4     | 3-1     | 3-3            | 1-2    | 0-1    |
| Bologna        | 2-0          |         | 7-1     | 0-1            | 2-0    | 2-1    |
| Enotria        | 3-1          | 1-2     |         | 1-5            | 0-5    | 2-0(*) |
| Internazionale | 1-0          | 5-0     | 7-0     |                | 5-2    | 4-0    |
| Novara         | 3-2          | 1-1     | 5-1     | 1-0            |        | 2-0(*) |
| Torino         | 1-3          | 3-0     | 2-1     | 6-6            | 3-1    |        |

- (*) Predaja

### Finalni krog

#### Razvrstitev
|    | Ekipa          | Točke | GP | W | D | L | GF | GA | +/- | Opombe             |
| -- | -------------- | ----- | -- | - | - | - | -- | -- | --- | ------------------ |
| 1. | Internazionale | 3     | 2  | 1 | 1 | 0 | 2  | 1  | +1  | Se uvrstila naprej |
| 2. | Juventus       | 2     | 2  | 1 | 0 | 1 | 3  | 3  | 0   |                    |
| 3. | Alessandria    | 1     | 2  | 0 | 1 | 1 | 3  | 4  | -1  |                    |

#### Results
| Ekipa #1       | Rez. | Ekipa #2 |
| -------------- | ---- | -------- |
| Juventus       | 3-2  | Genoa    |
| Internazionale | 1-0  | Juventus |
| Internazionale | 1-1  | Genoa    |

## Južna Italija

### Kvalifikacije

#### Toskana

##### Razvrstitev
|    | Ekipa               | Točke | GP | W | D | L | GF | GA | +/- | Opombe             |
| -- | ------------------- | ----- | -- | - | - | - | -- | -- | --- | ------------------ |
| 1. | Pisa                | 18    | 10 | 8 | 2 | 0 | 48 | 6  | +42 | Se uvrstila naprej |
| 2. | Livorno             | 15    | 10 | 7 | 1 | 2 | 32 | 10 | +22 | Se uvrstila naprej |
| 3. | Libertas Firenze    | 9     | 10 | 3 | 3 | 4 | 14 | 16 | -2  |                    |
| 3. | Giovanni Gerbi Pisa | 9     | 10 | 4 | 1 | 5 | 23 | 32 | -9  |                    |
| 5. | Firenze             | 7     | 10 | 2 | 3 | 5 | 11 | 26 | -15 |                    |
| 6. | Prato               | 2     | 10 | 1 | 0 | 9 | 10 | 48 | -38 | Relegacija         |

##### Tabela rezultatov
Domače ekipe so navedene v levem stolpcu, medtem ko so gostujoče v zgornji vrstici.
|             | Firenze | Gerbi Pisa | Libertas FI | Livorno | Pisa | Prato |
| ----------- | ------- | ---------- | ----------- | ------- | ---- | ----- |
| Firenze     |         | 1-1        | 0-0         | 0-2     | 1-1  | 4-0   |
| Gerbi Pisa  | 7-0     |            | 2-1         | 1-2     | 1-4  | 6-0   |
| Libertas FI | 3-1     | 0-1        |             | 0-0     | 1-1  | 6-1   |
| Livorno     | 2-0     | 9-1        | 4-1         |         | 1-2  | 6-0   |
| Pisa        | 9-0     | 8-2        | 5-0         | 5-0     |      | 8-0   |
| Prato       | 1-4     | 7-1        | 1-2         | 0-6     | 0-5  |       |

#### Lacij

##### Razvrstitev
|    | Ekipa          | Točke | GP | W  | D | L  | GF | GA | +/- | Opombe             |
| -- | -------------- | ----- | -- | -- | - | -- | -- | -- | --- | ------------------ |
| 1. | Fortitudo Roma | 21    | 12 | 10 | 1 | 1  | 41 | 11 | +30 | Se uvrstila naprej |
| 2. | Audace Roma    | 16    | 12 | 6  | 4 | 2  | 19 | 12 | +7  | Se uvrstila naprej |
| 3. | Lazio          | 14    | 12 | 6  | 2 | 4  | 22 | 11 | +11 |                    |
| 4. | Juventus Audax | 12    | 12 | 5  | 2 | 5  | 17 | 17 | 0   |                    |
| 5. | U.S. Romana    | 10    | 12 | 4  | 2 | 6  | 17 | 28 | -11 |                    |
| 6. | Pro Roma       | 8     | 12 | 3  | 2 | 7  | 16 | 27 | -11 |                    |
| 7. | Roman          | 3     | 12 | 1  | 1 | 10 | 10 | 36 | -26 | Relegacija         |

##### Tabela rezultatov
Domače ekipe so navedene v levem stolpcu, medtem ko so gostujoče v zgornji vrstici.
|            | Audace | Fortitudo | Juv. Audax | Lazio   | Pro Roma | Roman  | US Romana |
| ---------- | ------ | --------- | ---------- | ------- | -------- | ------ | --------- |
| Audace     |        | 3-2       | 1-0(°)     | 0-0     | 2-0      | 4-1    | 0-0       |
| Fortitudo  | 2-1    |           | 1-1        | 1-0     | 4-1      | 7-0    | 4-2       |
| Juv. Audax | 1-1    | 1-3       |            | 2-1     | 1-0      | 0-2(*) | 2-1       |
| Lazio      | 1-2    | 1-2       | 2-0        |         | 4-1      | 3-1    | 3-0       |
| Pro Roma   | 1-1    | 0-3       | 1-5        | 2-2     |          | 3-1    | 4-1       |
| Roman      | 0-2(*) | 1-6       | 2-3        | 0-2(**) | 0-2(**)  |        | 0-2(**)   |
| US Romana  | 4-2    | 0-6       | 2-1        | 0-3     | 3-1      | 2-2    |           |

- (*) Predaja
- (**) Odločila federacija.
- (°) Tekma je bila prekinjena v 89. minuti. Federacija je potrdila dotedanji izid kot končni.

#### Kampanija

##### Razvrstitev
|    | Ekipa                 | Točke | GP | W | D | L | GF | GA | +/- | Opombe             |
| -- | --------------------- | ----- | -- | - | - | - | -- | -- | --- | ------------------ |
| 1. | Internazionale Napoli | 12    | 8  | 5 | 2 | 1 | 31 | 9  | +22 | Se uvrstila naprej |
| 2. | Puteolana             | 11    | 8  | 4 | 3 | 1 | 16 | 10 | +6  | Se uvrstila naprej |
| 3. | Pro Napoli            | 9     | 8  | 4 | 1 | 3 | 25 | 15 | +10 |                    |
| 4. | Naples                | 6     | 8  | 2 | 2 | 4 | 17 | 14 | +3  |                    |
| 5. | Pro Caserta           | 2     | 8  | 1 | 0 | 7 | 6  | 47 | -41 | Relegacija         |

##### Tabela rezultatov
Domače ekipe so navedene v levem stolpcu, medtem ko so gostujoče v zgornji vrstici.
|               | Inter. Napoli | Naples | Pro Caserta | Pro Napoli | Puteolana |
| ------------- | ------------- | ------ | ----------- | ---------- | --------- |
| Inter. Napoli |               | 2-1    | 8-2         | 1-1        | 3-1       |
| Naples        | 1-3           |        | 7-0         | 2-3        | 1-1       |
| Pro Caserta   | 1-0           | 1-3    |             | 0-2(*)     | 1-4       |
| Pro Napoli    | 1-6           | 3-1    | 13-0        |            | 1-3       |
| Puteolana     | 1-1           | 1-1    | 3-1         | 2-1        |           |

- (*) Predaja

### Polfinale

#### Skupina A

##### Razvrstitev
|    | Ekipa          | Točke | GP | W | D | L | GF | GA | +/- | Opombe             |
| -- | -------------- | ----- | -- | - | - | - | -- | -- | --- | ------------------ |
| 1. | Fortitudo Roma | 8     | 4  | 4 | 0 | 0 | 13 | 2  | +11 | Se uvrstila naprej |
| 2. | Pisa           | 2     | 4  | 1 | 0 | 3 | 6  | 8  | -2  |                    |
| 2. | Puteolana      | 2     | 4  | 1 | 0 | 3 | 3  | 12 | -9  |                    |

##### Tabela rezultatov
Domače ekipe so navedene v levem stolpcu, medtem ko so gostujoče v zgornji vrstici.
|           | Fortitudo | Pisa   | Puteolana |
| --------- | --------- | ------ | --------- |
| Fortitudo |           | 2-0    | 5-0       |
| Pisa      | 1-4       |        | 5-0       |
| Puteolana | 1-2       | 2-0(*) |           |

- (*) Predaja

#### Skupina B

##### Razvrstitev
|    | Ekipa                 | Točke | GP | W | D | L | GF | GA | +/- | Opombe             |
| -- | --------------------- | ----- | -- | - | - | - | -- | -- | --- | ------------------ |
| 1. | Livorno               | 8     | 4  | 4 | 0 | 0 | 12 | 3  | +9  | Se uvrstila naprej |
| 2. | Audace Roma           | 4     | 4  | 2 | 0 | 2 | 7  | 5  | +2  |                    |
| 3. | Internazionale Napoli | 0     | 4  | 0 | 0 | 4 | 0  | 11 | -11 |                    |

##### Tabela rezultatov
Domače ekipe so navedene v levem stolpcu, medtem ko so gostujoče v zgornji vrstici.
|               | Audace | Inter. Napoli | Livorno |
| ------------- | ------ | ------------- | ------- |
| Audace        |        | 2-0(*)        | 3-4     |
| Inter. Napoli | 0-2    |               | 0-3     |
| Livorno       | 1-0    | 4-0           |         |

- (*) Predaja

### Finalni krog
13. junij 1920, Bologna.
| Ekipa #1 | Rez. | Ekipa #2       |
| -------- | ---- | -------------- |
| Livorno  | 3-2  | Fortitudo Roma |

Livorno se je uvrstila naprej v državni finale.

## Državni finale
20. junij 1920, Bologna.
| Ekipa #1       | Rez. | Ekipa #2 |
| -------------- | ---- | -------- |
| Internazionale | 3-2  | Livorno  |